# Nhamayabué
Nhamayabué, por vezes grafado como Nhamnayábuè e também como Nhamaiabué (anteriormente Vila Mutarara), é uma vila e posto administrativo moçambicano, sede do distrito de Mutarara, localizado na província de Tete. Encontra-se situado na margem norte do rio Zambeze, em frente da vila de Sena.
Nesta vila está a imponente Ponte Dona Ana, sobre o grande rio Zambeze, que serve de travessia para o Caminho de Ferro de Sena.
Nesta localidade está uma das mais vitais estações ferroviárias do país, a Estação Dona Ana, que serve de interconexão entre o troço principal do Caminho de Ferro de Sena e o Ramal Dona Ana—Moatize. As linhas férreas ligam a localidade à Sena, ao Dondo, à Vila Nova de Fronteira (e ao Maláui) e à Moatize.